# Martin Luther King Day
Martin Luther King Day, eller Martin Luther King, Jr. Day, er en amerikansk helligdag, som markerer Martin Luther Kings fødselsdag og afholdes 3. mandag i januar – det er omtrent Kings rigtige fødselsdato den 15. januar. Det er én af tre føderale helligdage i USA, som er til minde for et individ.
Efter Kings død i 1968 kæmpede fagforeninger for at få dagen lavet til en national helligdag.[kilde mangler] Det lykkedes dem at samle 6 millioner underskrifter i 1981, og det førte til at Præsident Reagan besluttede,[kilde mangler] at en helligdag skulle oprettes til Kings minde. Den blev første gang fejret d. 20. januar 1986 og blev for første gang fejret i samtlige stater d. 17. januar 2000.
Den 19. januar i årene 2003, 2009 og 2015, dedikerede Google sin Google Doodle som en hyldest til ham.